# Ragnvi Torslow-Lundgren
Ragnvi Gerda Augusta Aurora Torslow-Lundgren, född Torslow den 8 april 1901 i Stockholm, död 5 oktober 1947 i Stockholm, var en svensk konståkare, gymnastikdirektör och bilkårist. Hon var femfaldig svensk mästarinna i konståkning och en av dem som initierade den organisation som idag går under namnet Sveriges Bilkårers riksförbund.

## Biografi
Ragnvi Torslow-Lundgren, av vännerna kallad Toto, föddes som Ragnvi Torslow. Tilläggsnamnet Lundgren följde av äktenskapet med Carl Lundgren 1926. Hon växte upp i Stockholm med sin mor Gerda och en yngre syster, Astrid. Modern var innehavare av den i samtiden välkända Stockholmsfirman Sucksdorffs bandhandel. Fadern Axel, som var sjökapten, dog när Ragnvi Torslow-Lundgren var fyra år.

### Idrottskarriär
Systrarna Torslow blev tidigt aktiva utövare av en rad olika idrottsgrenar och båda blev framgångsrika i bland annat simhopp. Det var dock konståkning som blev Ragnvi Torslow-Lundgrens främsta tävlingsgren. Uppmuntrad av sin mor, som själv tävlat i skridskor som ung, tränade hon konståkning i Stockholms Allmänna Skridskoklubb, SASK. Redan som tolvåring hade hon vunnit en rad tävlingar i klubben och fortsatte sedan att ta hem priser i olika skol- och juniormästerskap under ungdomstiden. Som nybliven senior tog hon 1918 silver i svenska mästerskapen och två år därpå två SM-guld i konståkning, dels i par tillsammans med Kaj af Ekström, dels i damernas soloåkning. Hon höll sin svenska mästartitel i damernas konståkning fem år i sträck, 1920–1924, och tog samtidigt hem en rad ytterligare konståkningsmedaljer, däribland silver i Nordiska mästerskapen 1922.

### Föreningsliv
Under tiden som Ragnvi Torslow-Lundgren stod på toppen av sin idrottskarriär utbildade hon sig vid Gymnastiska Centralinstitutet (GCI, nuvarande Gymnastik- och idrottshögskolan, GIH) . År 1923 blev hon gymnastikdirektör, en examenstitel för personer som genomgått professionsutbildning till det som idag benämns idrottslärare respektive fysioterapeut. Under perioden 1930—1943 var hon anställd av institutet som lärare i lek och idrott. Hon var därutöver ledare för en lång rad föreningsorganiserade idrotter och angränsande fält, däribland konståkning, simning, skidor, och flickscouterna. I Nordisk familjeboks sportlexikon från 1946 beskrevs hon som ”Sveriges mest verksamma och mångfrestande idrottsledarinna”.
Vid sidan av eget idrottande och senare undervisning var Torslow-Lundgren även aktiv i flera idrottsföreningars styrelser. Som 14-åring blev hon ordförande för damsektionen av Idrottsföreningen Kamraterna (IFK), vilket följdes av styrelseuppdrag i bland annat Svenska Simförbundet, Sveriges Flickors Scoutförbund, Svenska Gymnastiklärarsällskapet (nuvarande Svenska idrottslärarföreningen), Friluftsdelegationen, Cykelfrämjandet och Skidfrämjandet (nuvarande Friluftsfrämjandet). Hon ingick därtill i den grupp som år 1924 grundade Svenska kvinnors centralförbund för fysisk kultur (SKCFK) under Kvinnornas idrottsriksdag och deltog i förbundets styrelse fram till 1935. SKCFK syftade till att bli ett nationellt samlande damidrottsförbund, samt att tillvarata kvinnors intressen inom idrotten. Det senare innefattade till exempel att verka för förbättrad tillgång till träningsanläggningar för kvinnor samt att kvinnliga idrottslärare vid Gymnastiska centralinstitutet skulle få samma lön som sina manliga kollegor, representation i institutets direktion, och att det som förbundet benämnde ”kvinnlig sakkunskap” skulle respekteras och lyssnas till. I det kvinnorättsligt reformintensiva 1920-talet hade även idrotten blivit föremål för feministisk debatt och anfördes som en symboliskt viktig arena för kvinnor. SKCFK var i denna fråga ett feministiskt orienterat förbund med nära personkopplingar till den samtida vänsterliberala kvinnorörelsen. I föreningens innersta krets fanns förutom gymnastikdirektörer som Ragnvi Torslow-Lundgren och gymnastikreformatorn Elin Falk även kvinnorättskämpar som läkarna Karolina Widerström och Ada Nilsson. Genom Ada Nilsson fanns även en direkt personkoppling till den radikala feministiska tidskriften Tidevarvet som också blev en viktig röst för SKCFK. Torslow-Lundgren skrev flera artiklar i tidskriften samt intervjuades om olika idrotter och kvinnors plats i idrotten. För SKCFK:s räkning ledde Torslow-Lundgren dessutom kurser inom en rad idrotter.

### Bilkåren
Det tycks ha varit en kombination av tillfälligheter och personliga kontakter som bidrog till Ragnvi Torslow-Lundgrens centrala roll inom bilkårens tidiga utveckling. En av hennes vänner från idrottsrörelsen, Ingrid Holm, var engagerad i Kvinnornas beredskapskommitté som 1939 hade dragit igång försvarsfrivillig utbildning av kvinnor som ersättningsförare i Göteborgsområdet. Ingrid Holm hade sedan en tid utan framgång försökt få till stånd en liknande utbildning i Stockholm. Under ett av Stockholmsbesöken stötte Ingrid Holm ihop med en gammal vän och kollega från idrottsrörelsen, Ragnvi Torslow-Lundgren – som då dessutom satt bakom ratten på en egen bil. Att kunna köra bil hörde inte till vanligheterna bland kvinnor i beredskapsårens Sverige, än mindre att ha en egen bil. Ingrid Holm ansåg sig ha hittat den förarutbildare hon förgäves sökt i Stockholm, och efter kort betänketid tackade Torslow-Lundgren ja till uppdraget.
Under de följande beredskapsåren skulle Ragnvi Torslow-Lundgren komma att leda utbildningar av mer än 3 000 ersättningsförare. Hon engagerade även sin man, Carl Lundgren, i arbetet. Han var ingenjör vid General Motors fabrik i Stockholm och bidrog med undervisning i motorlära för bilkårens medlemmar.
Torslow-Lundgren tryckte tidigt på för att bilkåristerna skulle organiseras i en egen organisation — utanför, men i fortsatt nära samarbete med, Kvinnornas beredskapskommitté. Detta förverkligades i april 1940 då Stockholms kvinnliga bilkår bildades med Torslow-Lundgren vid rodret. Hon reste runt i landet och verkade för bildandet av ytterligare bilkårer samt initierade sammanförandet av dessa i en riksorganisation. En sådan bildades 1942 under namnet Sveriges kvinnliga bilkårers riksförbund, med Ragnvi Torslow-Lundgren som dess förste ordförande.
Torslow-Lundgren kvarstod som bilkårsordförande för såväl Stockholmsavdelningen som riksförbundet fram till sin död år 1947. Hon var då 46 år och hade varit sjuk en längre tid. För att hedra hennes minne och bidra till fortsatt verksamhet i hennes anda instiftade Stockholms kvinnliga bilkår en stipendiefond i hennes namn: Ragnvi Torslow-Lundgrens minnesfond.
Ragnvi Torslow-Lundgren är gravsatt på Solna kyrkogård.